# Heiligenbach (Kocher)
Der Heiligenbach ist ein über 3 km langer Bach auf der Gemarkung der Stadt Künzelsau im Hohenlohekreis im nordöstlichen Baden-Württemberg, der im zugehörigen Dorf Kocherstetten von rechts und aus dem Ostnordosten kommend in den mittleren Kocher mündet.

## Geographie

### Verlauf
Der Heiligenbach entsteht auf dem schmalen Hochebenenstreifen zwischen den tief eingeschnittenen Flusstälern der Jagst im Osten und des Kochers im Westen etwa 600 Meter westlich des Künzelsauer Rappoldsweiler Hofes. Hier setzt auf etwa 435 m ü. NHN nahe an einer Feldweggabel ein Grabenlauf links der Straße vom genannten Hof in Richtung Mäusdorf ein. Bach und Straße laufen auf dem Talweg einer sich mehr und mehr eintiefenden Mulde etwa 900 Meter weit nach Westsüdwesten bis zur L 1033 Laßbach–Mäusdorf, die der Bach auf etwa 410 m ü. NHN unterquert.
Jenseits läuft er anfangs westlich und tieft sich dabei sehr schnell in seine bald waldbestandene Unterlaufklinge ein. Nach weiteren etwa 500 Metern wechselt er unterhalb des rechts auf der Hangschulter beginnenden Dorfes Mäusdorf in seine alte Richtung zurück. Von diesem aus zieht sich dann eine die Dörfer verbindende Straßensteige den rechten Hang abwärts bis Kocherstetten. An diesem rechten Sonnenhang Eichberg geht der Bewuchs früher zu einer Steinriegellandschaft über, während der Bach auf dem Talgrund erst nach einem Kilometer talabwärts den Talwald auf etwa 280 m ü. NHN verlässt, unterhalb von Schloss Stetten auf dem linken, bis obenhin bewaldeten Talsporn.
Bald danach durchläuft der Heiligenbach in zuletzt westlicher Richtung den Nordteil von Kocherstetten und mündet dann von rechts in den mittleren Kocher, etwa 300 Meter unterhalb der Mündung des Erlesbachs bei der dörflichen Flussbrücke und etwa 400 Meter oberhalb des Laufknies des Kochers, an dem der Fluss von Nord- auf Westlauf wechselt.

### Einzugsgebiet
Der Heiligenbach hat ein oberirdisches Einzugsgebiet von 2,6 km² Größe, das sich in der westsüdwestlichen Fließrichtung etwa 3,9 km vom Rappoldsweiler Hof Künzelsaus bis zur Mündung in Kocherstetten erstreckt; quer dazu ist es nirgends auch nur 0,9 km breit. An der kurzen östlichen Wasserscheide, wo sie mit Höhen um 446 m ü. NN am höchsten aufragt, vom Rappoldsweiler Hof bis in den Wald Bühlschlag, verläuft die Grenze zum Entwässerungsbereich des kleineren Totensteigebach, der nach einem Klingenlauf in Unterregenbach in die Jagst mündet. Auch an der nördlichen ab dem Westknick der Scheidelinie im Wäldchen Bühlhau liegt außerhalb lange Jagst-Zuflussgebiet an, die unmittelbaren Konkurrenten sind im Osten erst der bei Nitzenhausen entstehende Buchenbach, danach lange ein Speltbach-Oberlauf, erst dann ganz kurz und mit der Grenze immer über 420 m ü. NN auf der Hochebene das kleine Gewässer durch die nähere der beiden Kügelklingen, das zum abwärtigen Kocher zieht. Erst danach fällt die Grenze schneller den Eichberg  hinab bis zur Mündung auf unter 325 m ü. NN.
An der Südseite läuft die Einzugsgebietsgrenze den Sporn des Schlossbergs hinauf und dann auf dem Kamm des Hochebenensporn ost- bis nordostwärts bis zurück zum Rappoldsweiler Hof; vom oberen Anstieg zum Schlossberg bis zuletzt konkurriert jenseits der ebenfalls und in gleicher Richtung nach Kocherstetten zum Kocher laufende Erlesbach.
Das ganze Gebiet liegt auf der Gemarkung der Stadt Künzelsau. Weniger als ein Achtel davon ist bewaldet, allermeist in der Talklinge. Das überwiegend auf der Hochebene liegende Offenland steht meist unterm Pflug. Die einzigen Siedlungsplätze sind der auf der Wasserscheide zur Jagst stehende Rappoldsweiler Hof (zum Teil), das Dorf Mäusdorf auf der rechten Hangschulter über der oberen Klinge (ganz) sowie Schloss Stetten auf dem Sporn (etwa halb) sowie ein Teil von Kocherstetten am Mündungsauslauf zum Kocher.
Bedingt durch die Verkarstung des Muschelkalks fließt dem Heiligenbach Wasser aus dem Einzugsgebiet des Speltbachs zu, das in einer Doline am Siedelbach versinkt und über eine Quelle rund 800 m oberhalb der Heiligenbachmündung wieder zutage tritt. Dadurch ist die Wasserscheide zwischen Speltbach und Heiligenbach – und damit auch die Wasserscheide zwischen den übergeordneten Zwillingsflüssen Kocher und Jagst – bei Mäusdorf um bis zu einen Kilometer nach Nordosten verschoben.

## Geologie
Der Heiligenbach fließt im Naturraum der Kocher-Jagst-Ebenen, einer wenig hügeligen Hochebene, die von in den Muschelkalk eingegrabenen Flusstälern zerfurcht ist, insbesondere von den Hauptflüssen Kocher und Jagst. Dem oft verkarsteten Muschelkalk liegt hier abseits der Taleinfälle noch Unterkeuper auf, und auf Kuppenlagen gibt es Inseln von nach quartärer Ablagerung entstandenem Lösssediment, die gute Ackerböden geben.
Der Bachlauf entsteht im Übergangsbereich einer solchen Lösslage um den Rappoldsweiler Hof zum Unterkeuper. An seinem Klingeneintritt erreicht er den Oberen, nach seinem Waldaustritt den Mittleren und etwa am Siedlungsrand von Kocherstetten dann den Unteren Muschelkalk. Er mündet im Auensedimentstreifen, der den Flusslauf des Kochers begleitet.

## Natur und Schutzgebiete
Die Klinge des Bachs vom letzten Querweg durch den Einschnitt etwas vor Mäusdorf bis wenig vor den Ortsrand von Kocherstetten gehört bis hoch zu den Hangschultern zum Landschaftsschutzgebiet Kochertal bei Kocherstetten. Den Waldabschnitt des Klingengrundes nimmt ein naturnaher, eschenbestimmter Laubmischwald ein, durch den sich der hier 1–4 m breite, Abstürze und Gumpen aufweisende Bachlauf schlängelt, teils begleitet von Abrissen und periodischen Sickerquellen am Steilhang, wo sich zuweilen Kalksinter ablagert. Im Sediment des stellenweise felsigen Bach liegt viel Schotter, nach unten hin auch Blöcke.
Der sonnenzugewandte und offene Eichberg-Hang ist eine für diesen Abschnitt des Kochertals typische, von früherem Weinbau zeugende Steinriegellandschaft mit Steinriegeln, Trockenmauern, Feldhecken und Magerrasen.

### LUBW
Amtliche Online-Gewässerkarte mit passendem Ausschnitt und den hier benutzten Layern: Lauf und Einzugsgebiet des Heiligenbachs

Allgemeiner Einstieg ohne Voreinstellungen und Layer: Daten- und Kartendienst der Landesanstalt für Umwelt Baden-Württemberg (LUBW) (Hinweise)
1. 1 2  Höhe nach dem Höhenlinienbild auf dem Hintergrundlayer Topographische Karte.
2. ↑  Länge nach dem Layer Gewässernetz (AWGN).
3. ↑  Einzugsgebiet nach dem Layer Basiseinzugsgebiet (AWGN).
4. ↑  Schutzgebiete nach den einschlägigen Layern, Natur teilweise nach dem Layer Biotop.

### Andere Belege
1. ↑  Wolf-Dieter Sick: Geographische Landesaufnahme: Die naturräumlichen Einheiten auf Blatt 162 Rothenburg o. d. Tauber. Bundesanstalt für Landeskunde, Bad Godesberg 1962. → Online-Karte (PDF; 4,7 MB)
2. ↑  Horst Brunner: Blatt 6724 Künzelsau der Geologischen Karte von Baden-Württemberg, Erläuterungen. Freiburg im Breisgau 1998, S. 102, 104.
3. ↑  Geologie nach den Layern zu Geologische Karte 1:50.000 auf: Mapserver des Landesamtes für Geologie, Rohstoffe und Bergbau (LGRB) (Hinweise)